# دردار كثيف
دردار كثيف (الاسم العلمي:Ulmus densa) هو نوع من النباتات يتبع جنس الدردار من الفصيلة الدردارية.